# Tyranneau à sourcils roux
Phylloscartes superciliaris
Ne doit pas être confondu avec Tyranneau à sourcils blancs, Tyranneau roux ou Tyranneau à tête rousse.
Espèce
Statut de conservation UICN

 LC  : Préoccupation mineure
Le Tyranneau à sourcils roux (Phylloscartes superciliaris) est une espèce de passereau de la famille des Tyrannidae,.

## Systématique et distribution
Cet oiseau est représenté par trois sous-espèces selon la classification de référence du Congrès ornithologique international (version 9.1, 2019) :
- Phylloscartes superciliaris superciliaris (Sclater, PL & Salvin, 1868) : dans les montagnes, du Costa Rica à l'ouest du Panama (province de Veraguas) ;
- Phylloscartes superciliaris palloris (Griscom, 1935) : est du Panama (province de Darién) et régions limitrophes de Colombie (département de Chocó) ;
- Phylloscartes superciliaris griseocapillus Phelps & Phelps Jr, 1952 : de la serranía de Perijá au sud-est de l'Équateur et à l'extrême nord du Pérou[1],[2],[4].